# Vinita Park
Vinita Park ist eine Stadt mit dem Status „City“ im St. Louis County im US-Bundesstaat Missouri. Das U.S. Census Bureau hat bei der Volkszählung 2020 eine Einwohnerzahl von 1.970 ermittelt.

## Geographie
Die Koordinaten von Vinita Park liegen bei 38°41'24" nördlicher Breite und 90°20'14" westlicher Länge.
Nach Angaben der United States Census 2010 erstreckt sich das Stadtgebiet von Vinita Park über eine Fläche von 1,86 Quadratkilometer (0,72 sq mi). Vinita Park liegt etwa 21 Kilometer nordwestlich von St. Louis.

## Bevölkerung
Nach der United States Census 2010 lebten in Vinita Park 1880 Menschen verteilt auf 761 Haushalte und 496 Familien. Die Bevölkerungsdichte betrug 1010,8 Einwohner pro Quadratkilometer (2611,1/sq mi).
Die Bevölkerung setzte sich 2010 aus 30,1 % Weißen, 64,9 % Afroamerikanern, 0,5 % amerikanischen Ureinwohnern, 0,2 % Asiaten, 2,0 % aus anderen ethnischen Gruppen und 2,2 % mit zwei oder mehr Ethnien zusammen. Bei 4,7 % der Bevölkerung handelte es sich um Hispanics oder Latinos. Von den 761 Haushalten lebten in 33,6 % Kinder unter 18 und in 8,1 % der Haushalten lebten Personen über 65.
Von den 1880 Einwohnern waren 24,6 % unter 18 Jahre, 9,4 % zwischen 18 und 24 Jahren, 31,2 % zwischen 25 und 44 Jahren, 24,9 % zwischen 45 und 64 Jahren und in 9,8 % der Menschen waren 65 Jahre oder älter waren. Das Durchschnittsalter betrug 33,6 Jahre und 48,6 % der Einwohner waren männlich.

## Belege
1. ↑  vinitapark.org. (abgerufen am 12. April 2022).
2. ↑  Explore Census DataTotal Population in Vinita Park city, Missouri. Abgerufen am 2. Februar 2023.
3. ↑   United States Census
4. ↑   American Fact Finder